# Bellerofont
Bellerofont (także Bellerofon, Bellerofontes, gr. Βελλεροφόντης Bellerophóntēs, łac. Bellerophon) – w mitologii greckiej heros, królewicz koryncki; bohater Iliady Homera.
Uchodził za syna Posejdona i Eurynome (Eurymeda). Jego „ludzkim” ojcem był król Glaukos, syn Syzyfa. Bawiąc się łukiem ojca zabił przypadkowo brata, za co został wygnany z dworu. Schronienie znalazł u króla Projtosa. Jego żona, Steneboja (Anateja), zakochała się w Bellerofoncie, ale ten nie odwzajemnił uczucia, za co oskarżyła go o zaloty do niej (motyw żony Putyfara). Król Projtos, nie chcąc naruszyć praw gościnności, wysłał Bellerofonta z listem do swego teścia, Jobatesa, króla Licji, by ten kazał zabić młodzieńca (stąd powiedzenie „list Bellerofonta”, łac. Bellerophontis litterae). Jobates wysłał Bellerofonta, aby zabił Chimerę, co ostatecznie mu się udało dzięki pomocy Pegaza, cudownego skrzydlatego rumaka, który wyskoczył z brzucha gorgony Meduzy, gdy Perseusz uciął jej głowę. Bellerofont zdołał okiełznać Pegaza. Wysłany na wojnę z Amazonkami powrócił z niej w triumfie, zabijając też po drodze atakujących z zasadzki zabójców. W nagrodę Jobates wydał za Bellerofonta swoją córkę Filonoe, z którą ten drugi miał troje dzieci: Isandrosa, Hippolochosa (ojca Glaukosa, który pod Troją zamienił zbroje z Diomedesem) i Laodamię (matkę Sarpendona). Z czasem utracił łaskę bogów z powodu pychy i został przez Zeusa strącony na ziemię, gdy próbował dostać się na Olimp na Pegazie; ślepy i chromy błąkał się później samotnie aż do śmierci.
Źródłem problemów bohatera, na co wskazuje jego imię, było popełnione przez niego zabójstwo (Bellerofont – „Zabójca Bellerosa”).